# Medalha Alfred Wegener
A Medalha Alfred Wegener (em inglês:  Alfred Wegener Medal) é um prêmio em geociência da União Europeia de Geociências (European Geosciences Union - EGU). É denominada em memória de Alfred Wegener. Até 2003 foi concedida pela European Union of Geosciences (EUG), tornando-se em seguida na EGU. É concedida por conquistas de destaque em meteorologia, oceanografia ou hidrologia.

## Recipientes
- 1983: Dan Peter McKenzie, William Jason Morgan
- 1985: Paul Tapponnier
- 1987: Keith Runcorn
- 1989: John Tuzo Wilson
- 1991: Donald Lawson Turcotte
- 1993: Stephan Mueller, Manik Talwani
- 1995: Edward A. Irving, Aleksey N. Khramov
- 1997: Kurt Lambeck, Norman Sleep
- 1999: Barbara Romanowicz
- 2001: Paul Felix Hoffman
- 2003: Xavier Le Pichon
- 2004: Gérard Mégie
- 2005: Georgy Golitsyn
- 2006: Lawrence A. Mysak
- 2007: Claude F. Boutron
- 2008: Pierre Morel
- 2009: Lennart Bengtsson
- 2010: Jean-Yves Parlange
- 2011: Gerold Wefer
- 2012: Michael Ghil
- 2013: Edouard Bard
- 2014: Eric F. Wood
- 2015: Sergej Zilitinkevich
- 2016: John P. Burrows
- 2017: Murugesu Sivapalan
- 2018: Meinrat Andreae
- 2019: Michael L. Bender
- 2020: Ingeborg Levin
- 2021: Angela M. Gurnell[2]